# Còlit roquer
El còlit roquer (Thamnolaea cinnamomeiventris) és una espècie d'ocell de la família dels muscicàpids (Muscicapidae) pròpia de l'Àfrica subsahariana. El seu hàbitat són els roquissars, barrancs rocosos, penya-segats, vessants escampats de roques i cursos d'aigua als fons de valls amb roques disperses. El seu estat de conservació es considera de risc mínim.

## Taxonomia
Segons la llista mundial d'ocells del Congrés Ornitològic Internacional (versió 12.1, gener 2022) el tàxonThamnolaea coronata té la categoria d'espècie. Tanmateix, altres obres taxonòmiques, com el Handook of the Birds of the World i la quarta versió de la BirdLife International Checklist of the birds of the world (Desembre 2019), el consideren encara una subespècie del còlit roquer (Thamnolaea cinnamomeiventris coronata).